# Marcelle Bourgat
Pour les articles homonymes, voir Bourgat.
Marcelle-Claire Bourgat, née le 12 août 1914 à Joinville-le-Pont et morte à Paris 16e le 22 janvier 1980, est une danseuse et professeur de danse.

## Biographie
Elle a trois sœurs : Juliette et Alice sont danseuses du ballet de l'Opéra de Paris, Jacqueline est également danseuse.
Formée tôt à la danse classique Marcelle Bourgat est engagée dès l'âge de 15 ans à l'Opéra de Paris pour danser dans la Sarabande de L'Éventail de Jeanne, ballet pour enfant chorégraphié par sa sœur Alice Bourgat et Yvonne Franck,. Elle y danse les grands rôles du répertoire. Elle est aussi interprète dans les programmes des Ballets russes de Monte-Carlo dirigés par René Blum et propose par ailleurs, avec sa sœur Alice, des récitals où se mêlent « extraits du répertoire classique, poèmes dansés, chorégraphies mystiques, évocations évangéliques et lyriques ».
Après la Seconde Guerre mondiale, elle développe sa méthode pédagogique basée sur quatre « modes » de danse fondamentaux : « simple, naturelle, classique, associée », méthode dont elle expose les principes dans plusieurs publications parmi lesquelles sa Technique de la danse en 1946 qui connaît une très large diffusion et de nombreuses rééditions. Elle met également cette méthode pédagogique en pratique dans le cadre de son école de danse créée 43 bis rue Spontini (16e arrondissement de Paris) où sont formées notamment Cécile Aubry et Brigitte Bardot, école transformée en Musée Marcelle Bourgat.

## Écrits
- Technique de la danse, Paris, Presses universitaires de France, coll. « Que Sais-je? », 1946, réédition en 1993 (ISBN 978-2-13-045374-1, lire en ligne).

## Iconographie
- Photographie, tirage argentique, par Albert Rudomine vers 1930[6].
- Portrait en Joconde par Serge Ivanoff, Salon d'hiver, 1941[7],[8].